# Конвенция о защите прав человека и основных свобод
Конвенция о защите прав человека и основных свобод, также Европейская конвенция по правам человека (ЕКПЧ) — международное соглашение между странами — участниками Совета Европы (на момент 1950-х), разработанное и подписанное в 1950 году и вступившее в силу 3 сентября 1953 года. 
Конвенция устанавливает неотъемлемые права и свободы каждого человека и обязывает государства, ратифицировавшие Конвенцию, гарантировать эти права каждому человеку, который находится под их юрисдикцией.
Главное отличие Конвенции от иных международных договоров в области прав человека — существование реально действующего механизма защиты декларируемых прав в виде Европейского суда по правам человека (ЕСПЧ), рассматривающего индивидуальные жалобы на нарушения Конвенции подписавшими её государствами. Любой гражданин или житель страны Совета Европы, считающий, что его права и свободы, закреплённые какой-либо статьёй Конвенции, были нарушены, имеет возможность обратиться в ЕСПЧ, если соответствующая статья была ратифицирована государством, которое обвиняется в нарушении прав.
Членами Конвенции являются все страны Совета Европы. Новые государства-члены обязаны подписать её при вступлении в Совет Европы и ратифицировать в течение одного года.
В России Конвенция и протоколы к ней ратифицированы и действовали с марта 1998 года по 16 марта 2022 года. Протоколы 6, 12, 13 и 16 Россия не ратифицировала.

## История создания
Отправной точкой возникновения Конвенции стала Всеобщая декларация прав человека, принятая после Второй мировой войны в 1948 году.

## Статьи
Конвенция имеет особую Статью 1, три раздела и дополнительные протоколы к ней. Первый раздел оговаривает права и свободы человека (статьи 2 — 18), второй устанавливает Европейский суд по правам человека (статьи 19 — 51) третий оговаривает другие, не перечисленные в первых двух, положения. Протоколы № 2, 3, 5, 8, 9, 10, 11, 14 и 14 бис (утратил силу после вступления в силу протокола № 14), прилагаемые к Конвенции, посвящены изменениям в порядке деятельности ЕСПЧ. Протоколы № 10 и 15 остаются не вступившим в силу

### Статья 1 — Обязанность соблюдать права человека
Первая статья обязывает все страны и государства, подписавшие Конвенцию, уважать и соблюдать перечисленные ею первом разделе права человека:
Высокие договаривающиеся Стороны обеспечивают каждому, находящемуся под их юрисдикцией, права и свободы, определенные в разделе I настоящей Конвенции.

### Раздел 1 — Права и свободы

#### Статья 2 — Право на жизнь
Статья декларирует право на жизнь

#### Статья 3 — Запрещение пыток
Статья запрещает пытки и «бесчеловечное или унижающее человеческое достоинство обращение или наказание».

#### Статья 4 — Запрещение рабства и принудительного труда
Статья запрещает нахождение или содержание в рабстве, рабский или принудительный труд, а также оговаривает исключения из этой статьи. Согласно статье, «„принудительный“ или „обязательный труд“ не включает в себя»: работу лиц находящихся в заключении (или условно освобождённое от такового) при соблюдении 5 Статьи Конвенции; военную или альтернативной службу; службу обязательную при чрезвычайном положении или бедствии, угрожающего жизни или благополучию населения, а также работу являющуюся частью обычных гражданских обязанностей.

#### Статья 5 — Право на свободу и личную неприкосновенность
Статья декларирует право на «личную неприкосновенность», а также декларирует исключительные случаи на основании закона, в которых государство имеет право лишать человека свободы.

#### Статья 6 — Право на справедливое судебное разбирательство
Статья обеспечивает подробности права на справедливое судебное разбирательство, декларирует презумпцию невиновности и устанавливает минимальные права обвиняемого.

#### Статья 7 — Наказание исключительно на основании закона
Статья защищает право человека на свободу от наказания, не предусмотренного законом в момент совершения вменяемого преступления, а также исключает применение статьи в случаях преступлений против общепризнанных прав и свобод, даже если те не наказывались по местным законам в момент их совершения.

#### Статья 8 — Право на уважение частной и семейной жизни
Статья защищает право на личную и семейную жизнь, а также на тайну корреспонденции и условия вмешательства в настоящее право лишь на основании закона и в исключительных случаях.
См. Дело Романа Захарова (Zakharov v. Russia), [2015] ЕСПЧ (ECHR) — Большая Палата ЕСПЧ нашла Россию виновной в нарушении Статьи 8 Конвенции, так как созданная ею система СОРМ не являлась достаточно прозрачной и оставляла ничем не ограниченную возможность получать без судебного решения доступ к информации о передвижении граждан.

#### Статья 9 — Свобода мысли, совести и религии
Статья защищает свободу человека выбирать, следовать или отказываться от религии или убеждений. Лично или в сообществе. Статья предусматривает ограничения на основании закона.

#### Статья 10 — Свобода выражения мнения
Статья декларирует право человека свободно выражать и придерживаться своего мнения, а также распространять информацию и идеи без какого-либо ограничения, а также оговаривает случаи, когда государства вправе устанавливать ограничения в части распространения информации посредством лицензирования либо иным способом установленном законом.
См. дело Кудешкина v. России, [2009] ЕСПЧ (ECHR)

#### Статья 11 — Свобода собраний и объединений
Статья предусматривает право человека на мирное собрание и объединения и союзы с другими.
Осуществление этих прав не подлежит никаким ограничениям, за исключением предусмотренных законом «в интересах национальной безопасности и общественного порядка, в целях предотвращения беспорядков и преступлений, для охраны здоровья и нравственности или защиты прав и свобод других лиц».

#### Статья 12 — Право на вступление в брак
Статья декларирует право мужчин и женщин, достигших брачного возраста, вступать в брак и создавать семью в соответствии с национальным законом.

#### Статья 13 — Право на эффективное средство правовой защиты
Статья обязует государства (их правительства) обеспечить право на «эффективное средство правовой защиты в государственном органе, даже если это нарушение было совершено лицами, действовавшими в официальном качестве» в случая нарушения оговорённых настоящей Конвенций прав, свободы или иных обязательств.

#### Статья 14 — Запрещение дискриминации
Статья обязует государства применять оговорённые права без каких либо условностей.

#### Статья 15 — Отступление от соблюдения обязательств в чрезвычайных ситуациях
Статья 15 позволяет договаривающимся государствам отступать от определенных прав, гарантированных Конвенцией, в период "войны или иного чрезвычайного положения, угрожающего жизни нации". Допустимые отступления согласно статье 15 должны отвечать трем основным условиям:
1. должно быть чрезвычайное положение, угрожающее жизни нации;
2. любые меры, принимаемые в ответ, должны быть "строго предписаны требованиями ситуации";
3. меры, принимаемые в ответ на это, должны соответствовать другим обязательствам государства по международному праву.

В дополнение к этим существенным требованиям отступление должно носить процедурный характер. Должно быть официальное объявление об отступлении и уведомление об отступлении и о любых мерах, принятых в соответствии с ним, и о прекращении отступления должно быть сообщено Генеральному секретарю Совета Европы.
По состоянию на 2016 год, восемь государств-членов когда-либо ссылались на отступления. Суд вполне допускает принятие государством отступлений от Конвенции, но применяет более высокую степень контроля при решении вопроса о том, являются ли меры, принимаемые государствами в соответствии с отступлениями, по словам статьи 15, "строго необходимыми с учетом остроты ситуации". Таким образом, в деле А против Соединенного Королевства Суд отклонил заявление о том, что отступление, поданное британским правительством в ответ на нападения 11 сентября, было недействительным, но далее пришел к выводу, что меры, принятые Соединенным Королевством в соответствии с этим отступлением, были несоразмерными.
Примеры таких отступлений включают:
- В греческом деле 1969 года Европейская комиссия по правам человека постановила, что отступление является недействительным, поскольку предполагаемая коммунистическая подрывная деятельность не представляет достаточной угрозы. Это единственный случай на сегодняшний день, когда система Конвенции отвергла попытку отступления;
- Операция "Деметрий"[источник не указан 1401 день] - интернированные лица, арестованные без суда в соответствии с операцией "Деметрий", не смогли подать жалобу в Европейскую комиссию по правам человека на нарушения статьи 5, поскольку 27 июня 1975 года Соединенное Королевство направило в Совет Европы уведомление о том, что существует "чрезвычайное положение в государстве по смыслу пункта 1 статьи 15 Конвенции".

#### Статья 18 — Пределы использования ограничений в отношении прав
Статья запрещает применение ограничений, установленных статьями на перечисленные в Конвенции права, для целей, отличных от тех, для которых оные были предусмотрены. В зависимости от статьи, использование ограничений государством должно быть предписано законом либо действовать только при определённых условиях. Статья 8 («Право на уважение частной и семейной жизни») Конвенции пункт 2, к примеру, прямо указывает, что вмешательство в частную или семейную жизнь возможно для государства, только в том случае, когда таковое предусмотрено законом и «необходимо в демократическом обществе в интересах национальной безопасности и общественного порядка, в целях предотвращения беспорядков и преступлений, для охраны здоровья и нравственности или защиты прав и свобод других лиц», таким образом сужая возможности государств в применение таких ограничений. По утверждению палаты ЕСПЧ в деле «Гусинский п. России», статья 18 применяется лишь в связке с нарушениями других статей и не является полностью самостоятельной статьёй, которую могли бы нарушить государства.
См. дело Гусинский v. России (Gusinsky v. Russia), [2004] ЕСПЧ (ECHR), один из первых случаев в истории дел против России, когда последняя была найдена виновной в нарушении 18 статьи

### Раздел 2 — Европейский суд по правам человека
Создание ЕСПЧ предусмотрено Статьёй 19 Конвенции в качестве обеспечения соблюдения обязательств принятых на себя участниками Конвенции. Общее количество судей входящих в состав суда равно числу сторон подписавших Конвенцию, которое по состоянию на 2018 год равно 47. Каждый судья выбирается Парламентской ассамблеей Совета Европы (ПАСЕ) из 3 кандидатов предоставленных каждым участником Конвенции простым большинством голосов. Срок работы судьи не превышает 9 лет.

#### Статья 34 — Индивидуальные жалобы
Статья оговаривает право любого человека на подачу от своего или лица своего представителя жалобы против государства на нарушенные права Конвенции, а также прямо запрещает как-либо препятствовать этому праву. Любая жалоба должна быть подана в соответствии с условиями приемлемости жалобы согласно Статье 35 («Условия приемлемости [жалобы]»)

## Протоколы к Конвенции

### Протокол № 1 — Собственность, образование, выборы и юрисдикция

#### Статья 1 — Защита собственности
Статья предусматривает право на мирное пользование своим имуществом.
См. дело «ЮКОС v. России», [2014] ЕСПЧ (ECHR)

#### Статья 2 — Право на образование
Статья предусматривает право на образование.

#### Статья 3 — Право на свободные выборы
Статья предусматривает право на свободные выборы.
Статья 4 — Территориальная сфера действия

### Протокол № 4 — Свобода передвижения, высылка и лишение свободы за долги
- Статья 1. Запрещение лишения свободы за долги.
- Статья 2. Свобода передвижения.
- Статья 3. Запрещение высылки граждан.
- Статья 4. Запрещение коллективной высылки иностранцев.

### Протокол № 6 — Ограничения в смертной казни
- Статья 1. Отмена смертной казни (ограничена мирным временем).

### Протокол № 7 — Высылка иностранцев, компенсация за ложное обвинение и семья
- Статья 1. Процедурные гарантии в случае высылки иностранцев.
- Статья 2. Право на обжалование приговоров по уголовным делам во второй инстанции.
- Статья 3. Компенсация в случае судебной ошибки.
- Статья 4. Право не быть судимым или наказанным дважды.
- Статья 5. Равноправие супругов.

### Протокол № 12 — Дискриминация
- Статья 1. Общее запрещение дискриминации.

### Протокол № 13 — Абсолютный запрет на смертную казнь
Государства — члены Совета Европы, подписавшие настоящий Протокол, будучи убеждены, что право каждого человека на жизнь является фундаментальной ценностью в демократическом обществе и что отмена смертной казни является основным условием защиты этого права и полного признания достоинства, присущего всем человеческим существам; желая усилить защиту права на жизнь, гарантированного Конвенцией о защите прав человека и основных свобод, подписанной в Риме 4 ноября 1950 г. (далее именуемой «Конвенция»); отмечая, что Протокол N 6 к Конвенции, касающийся отмены смертной казни, подписанный в Страсбурге 28 апреля 1983 г., не исключает применения смертной казни за действия, совершенные во время войны или неизбежной угрозы войны; преисполненные решимости сделать последний шаг с целью отмены смертной казни в любых обстоятельствах, согласились о нижеследующем:
- Статья 1. Отмена смертной казни. Смертная казнь отменяется. Никто не может быть приговорен к смертной казни или казнен;
- Статья 2. Запрещение отступлений от выполнения обязательств. Никакие отступления от положений настоящего Протокола на основании статьи 15 Конвенции не допускаются;
- Статья 3. Запрещение оговорок. Никакие оговорки в отношении положений настоящего Протокола на основании статьи 57 Конвенции не допускаются;
- Статья 4. Территориальная сфера действия.

1. Любое государство может при подписании или сдаче на хранение своей ратификационной грамоты или документа о принятии или утверждении указать территорию или территории, к которым применяется настоящий Протокол.
2. Любое государство может позднее, в любой момент путем заявления, направленного на имя Генерального секретаря Совета Европы, распространить применение настоящего Протокола на любую другую территорию, указанную в заявлении. В отношении этой территории Протокол вступает в силу в первый день месяца, следующего по истечении трех месяцев с даты получения декларации Генеральным секретарем;

- Статья 5. Соотношение с Конвенцией. Государства-участники рассматривают статьи 1 — 4 настоящего Протокола как дополнительные статьи к Конвенции, и все положения Конвенции применяются соответственно;
- Статья 6. Подписание и ратификация. Настоящий Протокол открыт для подписания государствами — членами Совета Европы, подписавшими Конвенцию. Он подлежит ратификации, принятию или утверждению. Государство — член Совета Европы не может ратифицировать, принять или утвердить настоящий Протокол без одновременной или предшествующей ратификации Конвенции. Ратификационные грамоты или документы о принятии или утверждении сдаются на хранение Генеральному секретарю Совета Европы;
- Статья 7. Вступление в силу

1. Настоящий протокол вступает в силу в первый день месяца, следующего по истечении трех месяцев с даты, когда десять государств — членов Совета Европы выразят свое согласие быть связанными настоящим Протоколом в соответствии с положением статьи 6;
2. Для любого государства-члена, которое впоследствии выразит свое согласие быть связанным настоящим Протоколом, он вступает в силу в первый день месяца, следующего по истечении трех месяцев с даты сдачи на хранение ратификационной грамоты или документа о принятии или утверждении;

- Статья 8. Функции депозитария. Генеральный секретарь Совета Европы уведомляет все государства — члены Совета Европы о:
- любом подписании;
- сдаче на хранение любой ратификационной грамоты или документа о принятии или утверждении;
- любой дате вступления настоящего Протокола в силу в соответствии со статьями 4 и 7;
- любом ином действии, уведомлении или сообщении, относящемся к настоящему Протоколу. В удостоверении чего нижеподписавшиеся, должным образом на то уполномоченные, подписали настоящий Протокол, Совершено в г. Вильнюсе 3 мая 2002 г. на английском и французском языках, причем оба текста являются равно аутентичными, в единственном экземпляре, который хранится в архиве Совета Европы. Генеральный секретарь Совета Европы направляет заверенную копию каждому государству — члену Совета Европы.

### Протокол № 14bis
Протокол перестал действовать и был заменён протоколом № 14 от 2010 года.

### Протокол № 14 — Улучшение эффективности ЕСПЧ
Протокол предполагался для «улучшения эффективности» работы ЕСПЧ.

### Протокол № 15 — Поддержание эффективности ЕСПЧ, судьи
Протокол сокращает временной период в течение которого возможно обращения в ЕСПЧ (считая от момента получения решения национального суда) с 6 до 4 месяцев, а также подчёркивает в преамбуле принцип субсидиарности при обращении в ЕСПЧ, согласно которому, последний в праве отклонить жалобу в порядке Статьи 35 («Условия приемлемости [жалобы]») Пункта 3 Конвенции если заявитель проигнорировал (не обращался в) национальные суды. Протокол был ратифицирован Россией в сентябре 2017 года.

### Протокол № 16 — Консультации национальных судов с ЕСПЧ
Протокол стал результатом дебатов в ПАСЕ в 2013 году и подразумевает возможность для верховных судов («highest courts») получать консультации и советы на предмет применения или интерпретации (толкования) тех или иных прав у ЕСПЧ, тем самым улучшая взаимодействие последнего с национальными судами.

## Участники Конвенции

### Россия
Россия ратифицировала Конвенцию 30 марта 1998 года. Протоколы 6, 12, 13 и 16 к Конвенции остались не ратифицированными.
15 марта 2022 года РФ официально уведомила о своём намерении выйти из Совета Европы и денонсировать Конвенцию о защите прав человека и основных свобод из-за того, что 25 февраля 2022 года Комитет министров Совета Европы принял резолюцию о приостановке участия Российской Федерации в уставных органах Совета Европы. Эта конвенция была денонсирована Федеральным законом от 28 февраля 2023 года № 43.